# Angerville (Essonne)
Angerville  [ɑ̃ʒɛʁvil] je francouzské město v jihovýchodní části metropolitní oblasti Paříže v departementu Essonne, region Île-de-France. Leží 66 kilometrů od Paříže.

## Geografie
Sousední obce: Pussay, Monnerville, Méréville, Andonville, Autruy-sur-Juine, Gommerville, Rouvray-Saint-Denis a Intréville.

## Vývoj počtu obyvatel
Počet obyvatel

## Slavní obyvatelé města
- Henri-Alexandre Tessier, lékař a agronom

## Doprava
Angerville je dosažitelné po RN 20 ve směru Paříž – Orleans.